# La cugina Phillis
La cugina Phillis (Cousin Phillis) è un racconto di Elizabeth Gaskell, pubblicato in quattro parti nel 1864. La storia coinvolge Paul Manning, un giovane alla sua prima esperienza di lavoro, il suo collega e ingegnere ferroviario Edward Holdsworth e sua cugina Phillis Holman. La breve opera è stata definita dai critici un piccolo capolavoro della letteratura inglese, e rappresenta il racconto migliore della Gaskell. Inoltre, da alcuni, viene ritenuto il lavoro che prelude al romanzo più noto della scrittrice, Mogli e figlie del 1865.

## Personaggi
- Paul Manning (il narratore, cugino di Phillis)
- Mr Manning (padre di Paul)
- Mr Edward Holdsworth (ingegnere e sovrintendente di Paul)
- Mr Holman (ministro della chiesa indipendente)
- Mrs Holman (moglie del ministro)
- Miss Phillis Holman (figlia di Mr e Mrs Holman)
- Mr Ellison (socio in affari di Mr Manning)
- Miss Lucille Ventadur (alla fina moglie di Mr Holdsworth)
- Betty (la serva di casa Holman)